# サクソン (アルバム)
『サクソン』（Saxon）は、イングランドのヘヴィメタル・バンド、サクソンが1979年に発表した初のスタジオ・アルバム。

## 背景
プロデューサーおよびレコーディング・エンジニアとしてクレジットされているジョン・Vは、元アージェントのギタリストであるジョン・ヴァリティのことで、ビフ・バイフォードとポール・クィンは、サクソンの前身バンド「サン・オブ・ア・ビッチ」での活動と並行して、ヴァリティのバンドのツアー・メンバーを務めたことがある。本作の制作当時は「サン・オブ・ア・ビッチ」というバンド名だったが、カレア・レコードが改名を要求したため「サクソン」名義で発表された。

## 反響・評価
本作は全英アルバムチャート入りを逃すが、バンドがブレイクを果たした1980年には、本作からのシングル「ビッグ・ティーザー」が全英シングルチャートで66位、「バックス・トゥ・ザ・ウォール」が64位を記録した。Eduardo Rivadaviaはオールミュージックにおいて5点満点中3点を付け「"Judgement Day"、"Militia Guard"、"Stallions of the Highway"といった初期のライヴの人気曲は、バンドの真の個性、実力、曲作りの潜在能力の手がかりとなるが、パンチの効いていない音作りにより抑制されてしまった」と評している。

## 収録曲
全曲ともメンバー5人の共作。
1. レインボウ・テーマ - "Rainbow Theme" - 3:07
2. フローズン・レインボウ - "Frozen Rainbow" - 2:29
3. ビッグ・ティーザー - "Big Teaser" - 3:55
4. ジャッジメント・デイ - "Judgement Day" - 5:29
5. スタリオンズ・オブ・ザ・ハイウェイ - "Stallions of the Highway" - 2:51
6. バックス・トゥ・ザ・ウォール - "Backs to the Wall" - 3:09
7. スティル・フィット・トゥ・ブギー - "Still Fit to Boogie" - 2:53
8. ミリティア・ガード - "Militia Guard" - 4:53

### 2009年リマスターCDボーナス・トラック
Son of a Bitch Demos, 1978
1. ビッグ・ティーザー - "Big Teaser" - 3:49
2. スタリオンズ・オブ・ザ・ハイウェイ - "Stallions of the Highway" - 3:03
3. バックス・トゥ・ザ・ウォール - "Backs to the Wall" - 3:11
4. レインボウ・テーマ - "Rainbow Theme" - 4:38
5. フローズン・レインボウ - "Frozen Rainbow" - 2:32

Tommy Vance's Friday Rock Show BBC Session Transmitted 15th Feb 1980
1. バックス・トゥ・ザ・ウォール - "Backs to the Wall" - 3:17
2. スタリオンズ・オブ・ザ・ハイウェイ - "Stallions of the Highway" - 2:46
3. モーターサイクル・マン - "Motorcycle Man" - 3:47
4. スティル・フィット・トゥ・ブギー - "Still Fit to Boogie" - 2:45
5. 747（ストレンジャーズ・イン・ザ・ナイト） - "747 (Strangers in the Night)" - 5:01

Live, B-side of Suzie Hold On
1. ジャッジメント・デイ - "Judgement Day" - 5:39

Live at the Monsters of Rock Festival Castle Donington 16th August 1980
1. スティル・フィット・トゥ・ブギー - "Still Fit to Boogie" - 2:37
2. バックス・トゥ・ザ・ウォール - "Backs to the Wall" - 3:24
3. スタリオンズ・オブ・ザ・ハイウェイ - "Stallions of the Highway" - 3:40

## 参加ミュージシャン
- ビフ・バイフォード - ボーカル
- グラハム・オリヴァー - ギター
- ポール・クィン - ギター
- スティーヴ・ドーソン - ベース
- ピート・ギル - ドラムス